# عزيز أصلي
عزيز أصلي (بالفارسية: عزیز اصلی)، من مواليد مدينة ميونخ الألمانية بتاريخ 9 أبريل 1938م، وتوفي بتاريخ 23 أبريل 2015م، وهو لاعب إيراني سابق ومركزه حارس مرمى، لعب مع نادي داراني، كما شارك مع المنتخب الإيراني لكرة القدم في دورة الألعاب الصيفية الأولمبية التي أستضافته العاصمة اليابانية طوكيو سنة 1964م.

## وصلات خارجية
- عزيز أصلي على موقع IMDb (الإنجليزية)
- عزيز أصلي على موقع قاعدة بيانات الفيلم (الإنجليزية)

- عزيز أصلي على موقع الاتحاد الدولي (مؤرشف)  (الإنجليزية)
- عزيز أصلي على موقع قاعدة بيانات كرة القدم.إي يو (الإنجليزية)
- عزيز أصلي على موقع ناشيونال فوتبول تيمز (الإنجليزية)
- عزيز أصلي على موقع اللجنة الأولمبية الدولية (الإنجليزية)
- عزيز أصلي على موقع أوليمبيديا (الإنجليزية)
- Team Melli stats
- My Memories, written by Aziz Asli Manesh
- FIFA.COM